# Хермштедт, Иоганн Симон
Иога́нн Си́мон Хе́рмштедт (нем. Johann Simon Hermstedt; 29 декабря 1778, Бад-Лангензальца — 10 августа 1846, Зондерсхаузен) — немецкий кларнетист-виртуоз, первый исполнитель сочинений Людвига Шпора.
Родился в семье дирижёра военного оркестра, обучался в Аннаберге в школе для детей военных, где освоил несколько музыкальных инструментов, в том числе скрипку. Позднее Хермштедт обучался игре на кларнете у Франца Тауша, и с 1801 года был придворным кларнетистом у герцога Гюнтера Шварцбург-Зондерсгаузенского, которого обучал игре на этом инструменте. Под руководством Хермштедта герцог достиг некоторых успехов и в знак благодарности для своего учителя заказал композитору Людвигу Шпору концерт для кларнета. Впечатлённый мастерством Хермштедта, композитор в дальнейшем написал четыре концерта, два цикла вариаций и попурри для кларнета, и каждый раз исполнителем этих сочинений был именно Хермштедт. Музыканту также посвящали свои сочинения Макс Эбервайн и другие композиторы-современники, в том числе Иван Мюллер, высоко ценивший его талант. Хермштедт был также одним из первых, кто исполнял сочинения Моцарта после смерти Антона Штадлера.
Хермштедт считался одним из лучших кларнетистов своего времени, успешно конкурируя с Генрихом Берманом, правда, в отличие от последнего, он почти не гастролировал за пределами Германии.
По свидетельствам современников, исполнение Хермштедта отличалось выдающейся виртуозностью и большими градациями звучания. Будучи на первых порах консерватором в вопросах конструкции кларнета, Хермштедт в течение долгого времени играл на инструменте с пятью клапанами, однако для исполнения концертов Шпора перешёл на более новые модели с 12-ю и 14-ю клапанами. В дальнейшем он экспериментировал с различными материалами для мундштука и был одним из первых кларнетистов, использовавших металлическую лигатуру вместо шнурка для прикрепления трости к мундштуку.